# Jan van Gool
Johan, o Jan van Gool (1685–1763) fue un pintor neerlandés y escritor de La Haya, ahora recordado principalmente como el biógrafo de los artistas de la Edad de Oro holandesa.

## Biografía

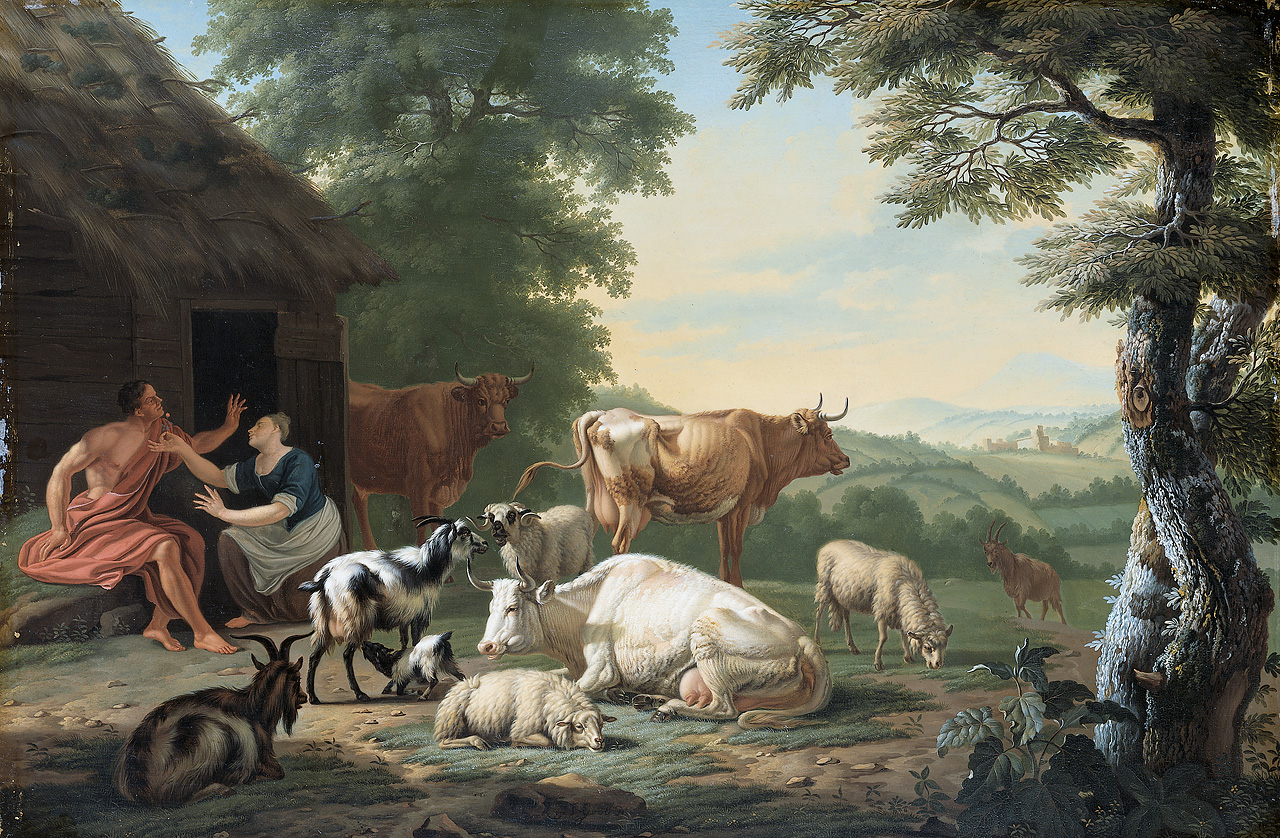
Paisaje con pastores

De acuerdo con el RKD aprendió a pintar con Simon van der Does y Mattheus Terwesten. Se convirtió en miembro de la Confrérie Pictura en 1711. Fue el primer regente, y luego cinco años más tarde se convirtió en director del Dibujo Escolar de la Haya 1720-1734. Pasó la mayor parte de su tiempo en La Haya, pero viajó a Inglaterra dos veces y se registra allí en 1711. Se especializó en paisajes italianizantes.
Es más conocido hoy por su libro de biografías de artistas, conocido como el "Nieuw Schouburg". El título completo es De Nieuwe Schouburg der Nederlantsche kunstschilders en schilderessen: Waer in de Levens- en Kunstbedryven der tans levende en reets overleedene Schilders, die van Houbraken, noch eenig ander schryver, zyn aengeteekend, verhaelt worden. (La Haya, 1750). Se refería a este libro como una actualización del "Schouwburg" original escrita por su amigo Arnold Houbraken, cuyos 3 volúmenes fueron escritos l con orden por el año de nacimiento, que termina con Adriaen van der Werff, nacido en 1659. Comienza su libro con un homenaje a sus predecesores, sobre todo Karel van Mander y el mismo Houbraken, señalando, no obstante, que Houbraken había incluido muchos comentarios insultantes en sus bocetos que él sentía eran innecesarios. Comienza con los artistas que Houbraken dejó de lado, comenzando con dos pintores de La Haya, Jan van Ravensteyn y Adriaen Hanneman. A continuación, procedió a escribir notas cortas con el año de nacimiento hasta 1680, terminando el Volumen I con Gerard Jan Palthe. En el Volumen II, continua desde 1680 con Jan van Huysum y termina en 1700 con los hermanos Bernard y Matthijs Accama.
Su libro contiene muchas notas sobre pintores de La Haya y la fundación de la academia de dibujo en La Haya, donde vivió y trabajó.

## Lista de pintores en Parte I
- Jan Antonisz. van Ravesteyn p. 15
- Cornelis Janssens van Ceulen p. 22
- Adriaen Hanneman p. 24
- Martinus Lengele p. 30
- Arnold van Ravesteyn p. 31
- Isaac Koedijck p. 36
- Jan Potheuck p. 36
- Abraham Lambertsz van den Tempel p. 37
- Jan Goedart p. 41
- Willem Eversdijck p. 43
- Cornelis Eversdyk p. 43
- Theodor van der Schuer p. 44
- Willem Doudijns p. 51
- Nikolaes Wieling p. 58
- Herman Verelst p. 59
- Pieter Hermansz. Verelst p. 59
- Simon Pietersz Verelst p. 59
- Adriaen Cornelisz Beeldemaker p. 63
- Franciscus Carree p. 64
- Johan le Ducq p. 65
- Marcus de Bye p. 67
- Daniël Haring p. 69
- Daniel Mijtens el Joven p. 71
- Jan Weenix p. 79
- Robbert Duval (1639-1732) p. 83
- Johannes Vollevens p. 89
- Anthoni Schoonjans p. 94
- Jan Mortel p. 99
- Abraham Begeyn p. 100
- Elias Terwesten p. 102
- Theodoor Visscher p. 104
- Cornelis de Bruijn p. 112
- Jan van Call p. 117
- Jan Frans van Bloemen p. 121
- Peter van Bloemen		p. 122
- Hendrik Carré		p. 122
- Michiel Carree		p. 125
- Frank Pieterse Verheyden		p. 127
- Arnold Houbraken		p. 131
- N. Bodekker		p. 147
- Jillis de Winter		p. 150
- Jan Fielius		p. 151
- Jacobus van der Sluis		p. 151
- Bonaventura van Overbeek		p. 154
- Theodorus Netscher		p. 172
- Willem van Mieris		p. 191
- Nikolaes Hooft		p. 204
- Matheus de Meele		p. 207
- Rachel Ruysch		p. 210
- Matthijs Pool		p. 234
- Pieter van der Werff		p. 234
- Albert van Spiers		p. 242
- Ottmar Elliger		p. 243
- Herman Henstenburgh		p. 248
- Elias van Nymeegen		p. 256
- Kaspares Petro Verbruggen		p. 264
- Theodor van Pee		p. 272
- Adam Silo		p. 287
- Frans Beeldemaker		p. 289
- Jan Hendrik Brandon		p. 293
- Arnold Boonen		p. 294
- Jaques Parmantio		p. 294
- Mattheus Terwesten		p. 309
- Carel Borchaert Voet		p. 329
- Alexander van Gaelen		p. 340
- N. Cramer		p. 341
- Jacob Christoph Le Blon		p. 342
- Isaac de Moucheron		p. 362
- Constantijn Netscher		p. 367
- R. Bleek		p. 374
- Gerard Rademaker		p. 378
- Gerard Wigmana		p. 386
- Nikolaas Verkolje		p. 392
- Abraham Rademaker		p. 403
- Anselmus Weeling		p. 409
- Dirk Kint		p. 413
- Jasper Boonen		p. 414
- Margaretha Wulfraet		p. 415
- Pieter Hardimé		p. 418
- Simon Hardimé		p. 418
- Jan Serin		p. 423
- Coenraedt Roepel		p. 426
- Jacob Campo Weyerman		p. 434
- Philip van Dijk		p. 440
- Henrik van Limborch		p. 448
- Jan Palthe		p. 370
- Gerard Jan Palthe		p. 469

## Lista de pintores en Parte II
- Jan van Huysum p. 13
- Justus van Huysum p. 30
- Jacob van Huysum p. 30
- N. Haverman p. 32
- Hendrik Hulst p. 32
- Herman van der Mijn p. 34
- Frans Dekker p. 49
- Wilhelmus Troost		p. 50
- Jacoba Maria van Nickelen		p. 52
- Matthijs Balen		p. 55
- Abraham Torenvlied		p. 57
- Johannes Vollevens II		p. 57
- Balthasar Denner		p. 62
- Jacques Ignatius de Roore		p. 86
- Isaak Walraven		p. 116
- Hieronimus van der My		p. 129
- Jan Maurits Quinkhard		p. 130
- Dirk Dalens		p. 134
- Bartholomeus Douven		p. 136
- N. Anchilus		p. 138
- Robbert Griffier		p. 140
- Johannes Vogelsang		p. 143
- Francis Vergh		p. 145
- Frans van Mieris el Viejo		p. 147
- Jan Abel Wassenberg		p. 152
- Antoni de Waerd		p. 157
- Jacob Appel		p. 158
- Pieter van Call		p. 165
- Jan van Call		p. 168
- Jan Wandelaer		p. 169
- Henriëtta van Pee		p. 179
- Harmanus Wolters		p. 191
- Cornelis Pronk		p. 193
- Abraham de Haen		p. 198
- Jan de Beijer		p. 199
- Louis Fabricius Dubourg		p. 200
- Gerard Melder		p. 205
- Adriaen van der Burg		p. 212
- Abraham Carré		p. 215
- Hendrik Carré II		p. 217
- Johannes Carré		p. 218
- Jacob de Wit		p. 218
- Jacob van Liender		p. 238
- Theodoor Hartzoeker		p. 239
- Cornelis Troost		p. 241
- Sara Troost		p. 252
- Louis de Moni		p. 259
- Leonard François Louis		p. 262
- Johan Hendrik Keller		p. 266
- Engel Sam		p. 273
- Johan Graham		p. 276
- Mattheus Verheyden		p. 278
- Jan George Freezen		p. 297
- Antoni Elliger		p. 301
- Christina Maria Elliger		p. 303
- Gerard Sanders		p. 304
- Johannes Antiquus		p. 307
- Dionys van Nymegen		p. 318
- Andreas van der Myn		p. 321
- Cornelia van der Mijn		p. 321
- Gerard van der Myn		p. 321
- Frans van der Mijn		p. 322
- George van der Mijn		p. 326
- Robbert van der Myn		p. 326
- Herman Diederik Cuipers		p. 327
- Pierre Lyonnet		p. 330
- Kornelis Greenwood		p. 338
- Aert Schouman		p. 346
- Tibout Regters		p. 353
- Augustinus Terwesten		p. 355
- Jan Verbruggen		p. 358
- Arnout Rentinck		p. 361
- Jan ten Compe		p. 364
- Ludolf Bakhuizen		p. 366
- Hendrik de Winter		p. 369
- Jan Palthe		p. 370
- Jacobus Buys		p. 372
- Nikolaes Reyers		p. 372
- Hendrik Pothoven		p. 374
- Adriaen van der Werff		p. 376
- Huchtenburg		p. 410
- Gerard Hoet		p. 415
- Carel de Moor		p. 422
- Roelof Koets		p. 438
- Nicolaas Piemont		p. 441
- Jan van Mieris		p. 442
- Jan Boeckhorst		p. 450
- Domenicus van Wijnen		p. 451
- Dionys Godyn		p. 454
- Nikolaes van Ravestein		p. 455
- Isaak van der Vinne		p. 455
- Jan Vincentsz van der Vinne		p. 455
- Cornelis Dusart		p. 457
- Jan Vermeer van Utrecht		p. 460
- Norbert van Bloemen		p. 463
- Abraham Brueghel		p. 463
- Jan Batist Breugel		p. 464
- N. de Winter p. 465
- Jacomo van Staveren p. 466
- Jacobus de Baen p. 466
- Jan Adriaensz van Staveren p. 466
- Dirk Valkenburg p. 477
- Jacob Ochtervelt p. 488
- S. van der Hoog p. 489
- Meindert Hobbema p. 490
- Jan Wijnants p. 490
- J. Fournier p. 492
- Bernard Accama p. 493
- Matthijs Accama p. 493